# Frankoovité
Frankoovité (Francoaceae) je čeleď rostlin z řádu kakostotvaré. Jsou to byliny i dřeviny s jednoduchými nebo složenými listy a čtyř nebo pětičetnými květy. Čeleď zahrnuje 37 druhů v 8 rodech a je rozšířena v subsaharské Africe a Jižní Americe.
Čeleď prošla složitým taxonomickým vývojem. V současné taxonomii je pojata široce a jsou do ní řazeni i zástupci bývalých čeledí medokvětovité (Melianthaceae), Ledocarpaceae, Greyiaceae a Vivianiaceae.

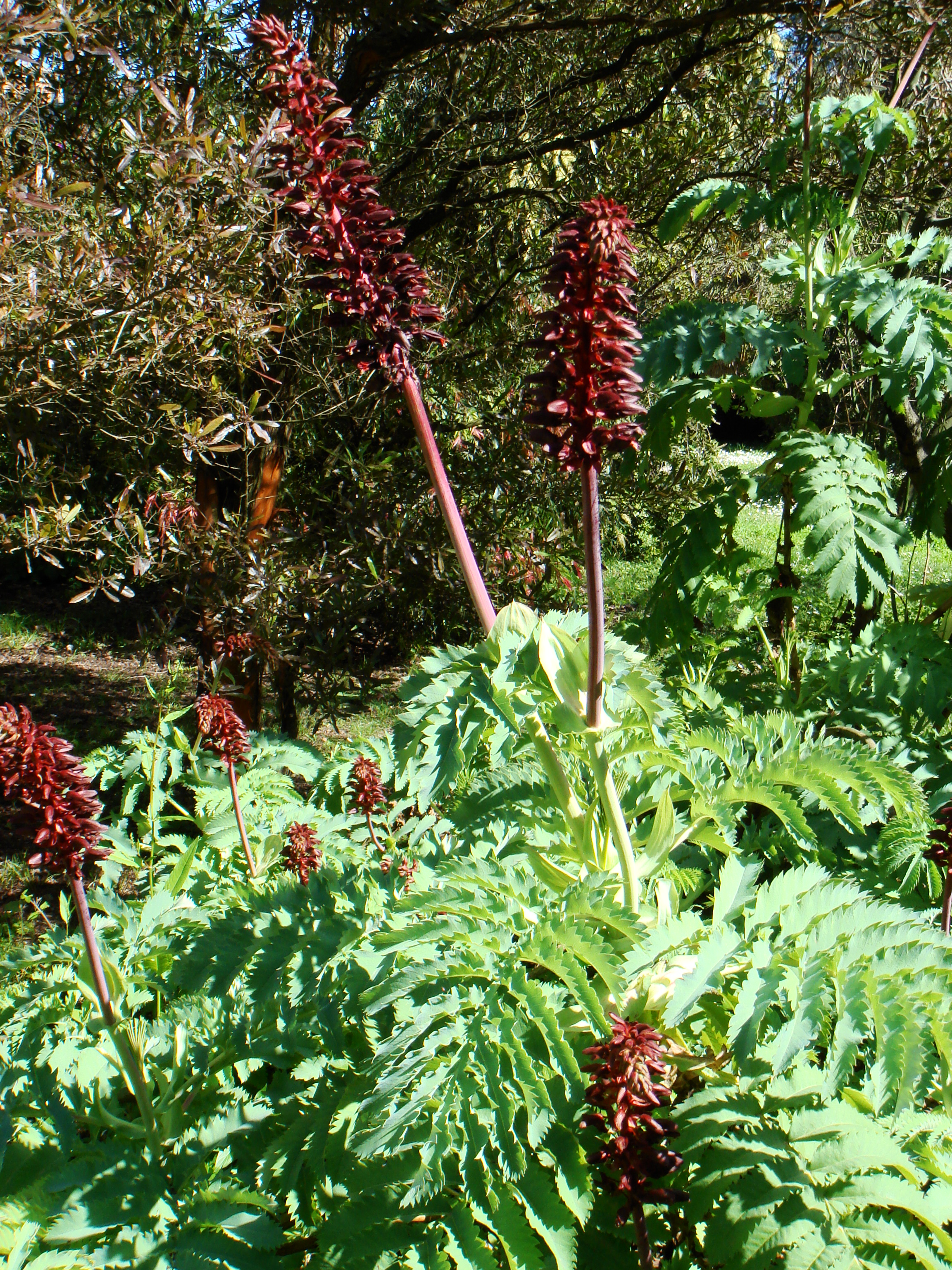
Medokvět Melianthus major

## Popis
Zástupci čeledi frankoovité jsou byliny, keře a stromy se střídavými jednoduchými nebo složenými listy bez palistů nebo s velkými intrapetiolárními palisty. Čepel listů je celokrajná nebo na okraji pilovitá, někdy i členěná, se zpeřenou nebo dlanitou žilnatinou. Květy jsou pravidelné až silně dvoustranně souměrné, čtyř až pětičetné, uspořádané v hroznech, vrcholících,chocholících nebo řidčeji v latách. Kališní lístky jsou volné nebo srostlé, koruna je volná, u některých zástupců chybí. Tyčinek je 4 až 10. Tyčinky jsou nejčastěji volné, řidčeji na bázi srostlé. Někdy jsou v květech přítomna staminodia. Semeník je svrchní, srostlý ze 2 až 5 plodolistů. Čnělky jsou volné nebo srostlé v jednu čnělku, případně jsou blizny přisedlé. Plodem je tobolka nebo poltivý plod (schizokarp) rozpadající se na 5 oříšků.

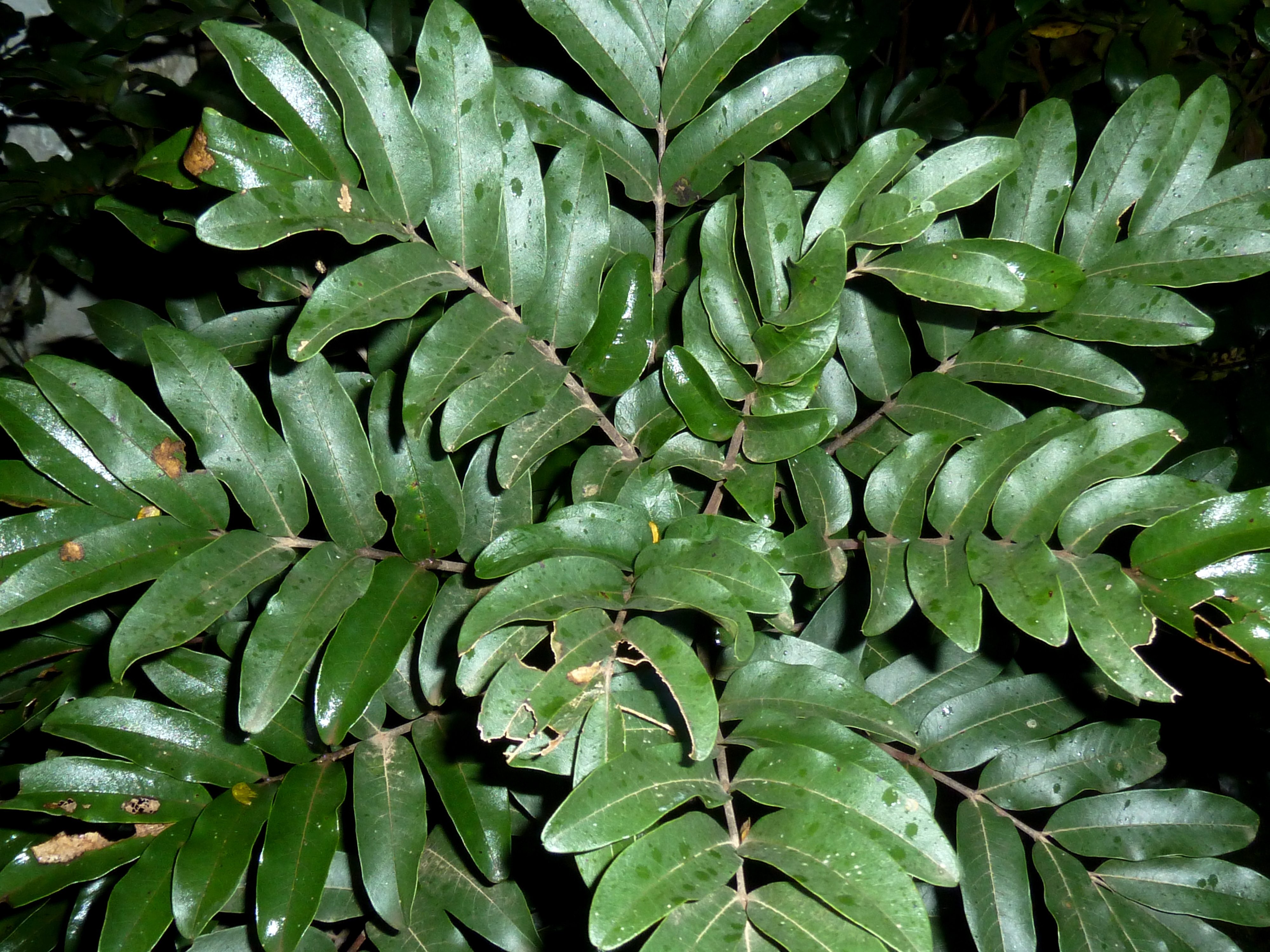
Listy Bersama swinnyi
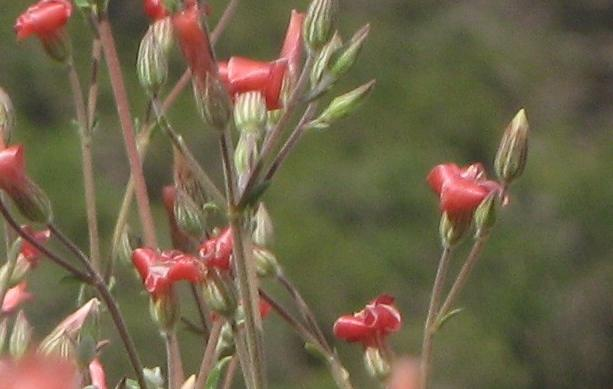
Viviania marifolia
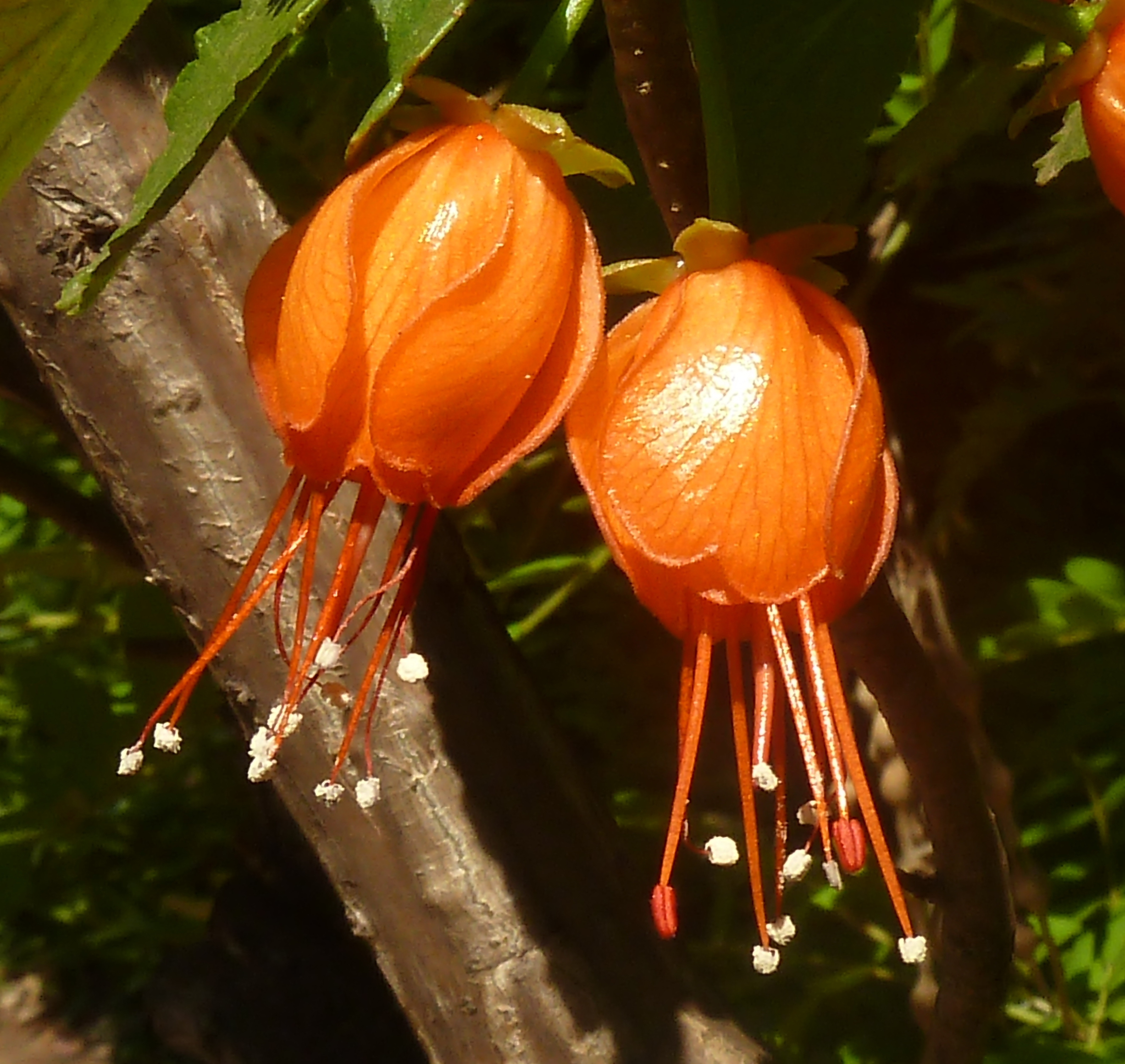
Greyia flanaganii
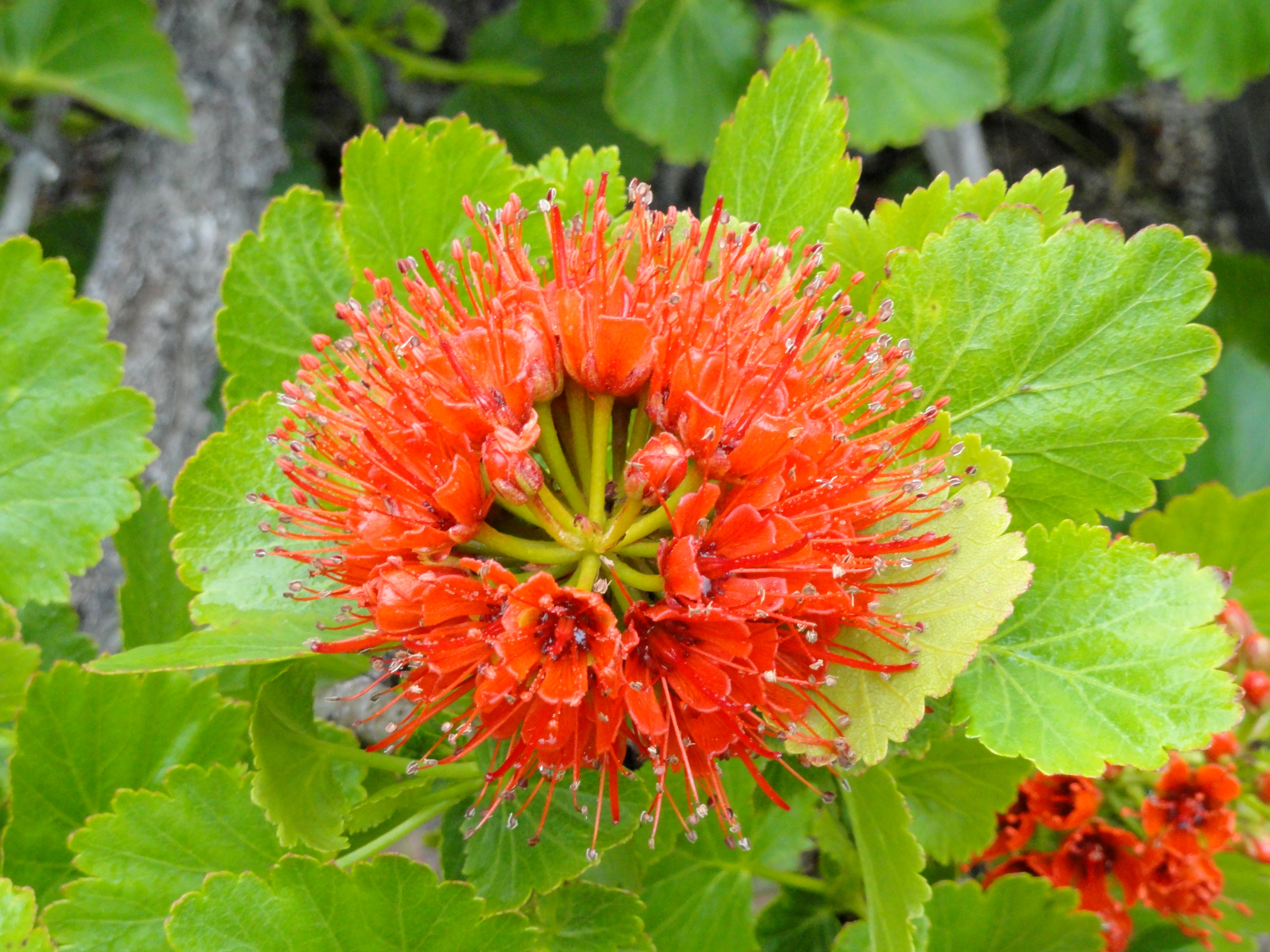
Greyia sutherlandii

## Rozšíření
Čeleď zahrnuje v současném pojetí 37 druhů v 8 rodech. Je rozšířena v subsaharské Africe a v Jižní Americe a je svým výskytem víceméně omezena na jižní polokouli. V Jižní Americe (zejména v jižní části) se vyskytují rody Balbisia (10 druhů), Viviania (6 druhů) a druhy Francoa appendiculata, Rhynchotheca spinosa a Tetilla hydrocotylifolia. V Africe rostou celkem 3 rody: Bersama (13 druhů), Melianthus (6 druhů) a Greyia (3 druhy). S výjimkou rodu Bersama jsou svým rozšířením omezeny na jižní Afriku.

## Taxonomie
Čeleď Francoaceae prošla dosti složitým taxonomickým vývojem a sešlo se v ní několik rodů, které byly v klasických systémech řazeny až do 5 různých čeledí, které byly často kladeny do rozdílných řádů nebo dokonce i do různých vyšších taxonomických jednotek. Čeleď Melianthaceae byla řazena do řádu Sapindales, čeledi Vivianiaceae a Ledocarpaceae do Geraniales,
čeleď Francoaceae do Saxifragales (Dahlgren) nebo do samostatného řádu Francoales (Tachtadžjan), čeleď Greyiaceae do Rosales (Cronquist), Saxifragales (Dahlgren) nebo Greyiales (Tachtadžjan).
V první verzi systému APG se všech těchto 5 čeledí sešlo v řádu Geraniales. V systému APG II pak byly čeledi Francoaceae a Greyiaceae vřazeny do Melanthiaceae, v systému APG III byly Ledocarpaceae vřazeny do Vivianiaceae a nakonec byly ve verzi APG IV, vydané v roce 2016, sloučeny čeledi Vivianiaceaea Melianthaceae do jediné čeledi, která vzhledem k pravidlům priority dostala jméno Francoaceae.

## Zástupci
- Balbisia
- frankoa (Francoa)
- greja (Greyia)
- medokvět (Melianthus)[12]

## Význam
Některé druhy, zejména z rodů frankoa (Francoa), medokvět (Melianthus) a greja (Greyia) jsou v klimaticky příhodných oblastech využívány jako okrasné rostliny.

## Přehled rodů
Balbisia, Bersama, Francoa, Greyia, Melianthus, Pseudobersama, Rhynchotheca, Tetilla, Viviania